# Nissan Hardbody Truck
Der Datsun D21 / Nissan Hardbody Truck /  Nissan D21 wurde von Nissan von Mai 1986 bis 1997 produziert.
Der Pick-up war Nachfolger des Datsun 720 und wurde wegen seiner doppelten Bordwände und seinem Aussehen „Hardbody“ genannt. Direkter Wettbewerber war der Toyota Hilux. Das Modell wurde in Europa als Nissan D21 und in Japan als Datsun D21 angeboten. In Europa hatte das Modell auch die Dieselmotoren aus dem Vorgänger. Ab 1992 wurde das Modell überarbeitet als Nissan Pick-up D/W21 für Europa bei Nissan Motor Ibérica in Spanien produziert. 1997 endete die Produktion des Datsun D21 in Japan und war damit der letzte offiziell verkaufte Datsun auf dem Heimatmarkt.
Der Hardbody Truck D21 unterscheidet sich von seinem Vorgänger äußerlich durch seine größeren Scheinwerfer anstatt der kleinen Doppelscheinwerfer des 720. Der Pathfinder war vom Hardbody Truck abgeleitet und wurde im selben Modelljahr mit der Modellnummer WD21 vorgestellt.

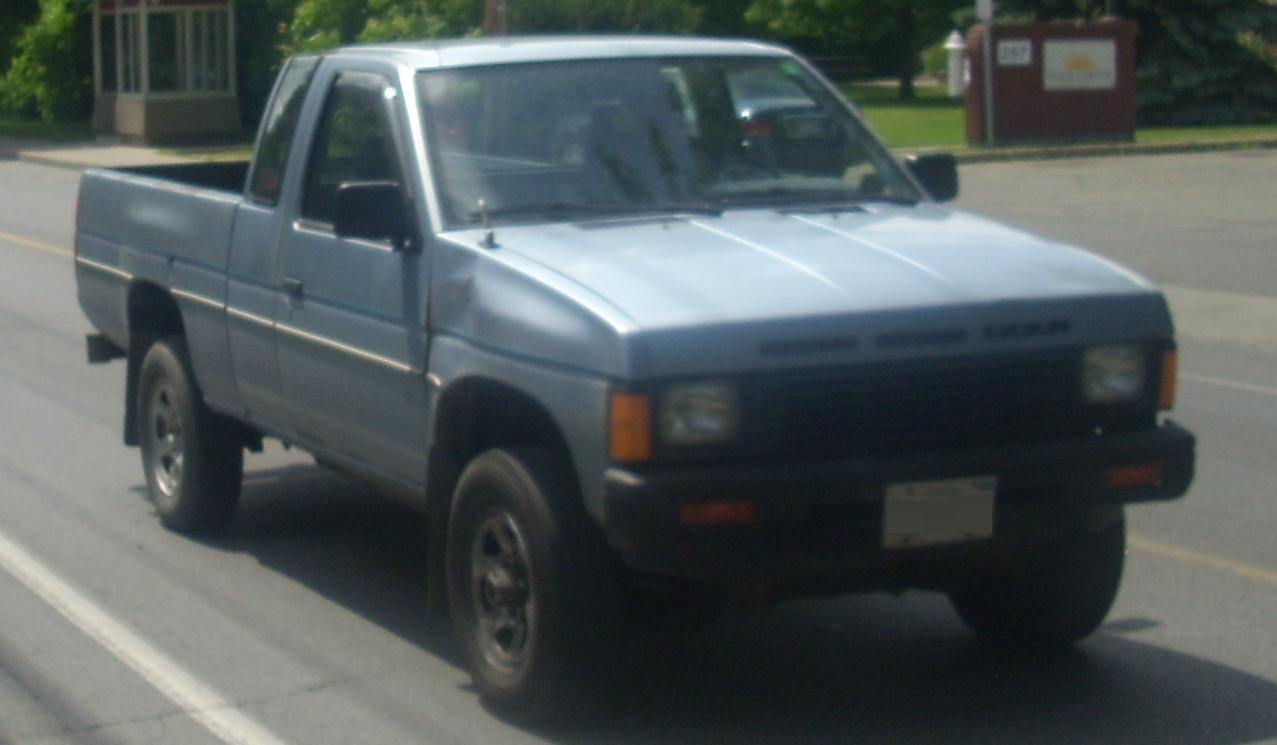
Nissan Hardbody Truck mit verlängertem Führerhaus (1986–1989)

In den USA gab es den Hardbody Truck als „Standard“ und „King“ (mit verlängerter Fahrerkabine). Dazu gab es die Pritschenlängen „Standard“ (2,0 m) und „Lang“ (2,3 m). Außerhalb der USA wurde auch eine Doppelkabine mit vier Türen und kürzerer Pritsche (1,35 m) angeboten. Für den Antrieb standen sowohl Reihenvierzylinder- als auch V6-Motoren zur Verfügung. Der 2,4 l-R4-SOHC-Motor KA24E ersetzte den ursprünglich eingesetzten, gleich großen Z24i ab 1990. Der 3,0 l-V6-Motor VG30E war nur unwesentlich stärker, war nur bis 1995 erhältlich und das nicht für alle Varianten des Fahrzeuges. Das am häufigsten eingesetzte Getriebe war von Hand zu schalten und hatte fünf Gänge (einschließlich Overdrive), aber es gab für einige Versionen auch Automatikgetriebe. Hinterradantrieb oder Allradantrieb standen dem Kunden zur Wahl. Ein Sperrdifferential gehörte serienmäßig zur SE-Ausstattung. Auf Wunsch waren Klimaanlage, größere Räder und Reifen, Schiebefenster hinten, Radios oder hinterer Stoßfänger verfügbar. Es gab drei Ausstattungsvarianten: Standard, XE und SE. Den XE konnte man ab 1994 mit „Value Package“ bestellen. Darin enthalten waren Klimaanlage, elektrisch verstellbare Außenspiegel, Alufelgen und zusätzliche Chromverzierungen an Spiegeln und Stoßfängern. Der SE war besser ausgestattet und die meisten hatten ab Werk ein Schiebedach, elektrische Fensterheber, Zentralverriegelung, Klimaanlage und Alufelgen. Ein überarbeitetes, ergonomisch abgestimmtes Armaturenbrett kam 1994 und ersetzte das alte, kantige Exemplar. 1996 gab es einen Fahrer-Airbag und ABS an der Hinterachse von zwei- und vierradgetriebenen Modellen.

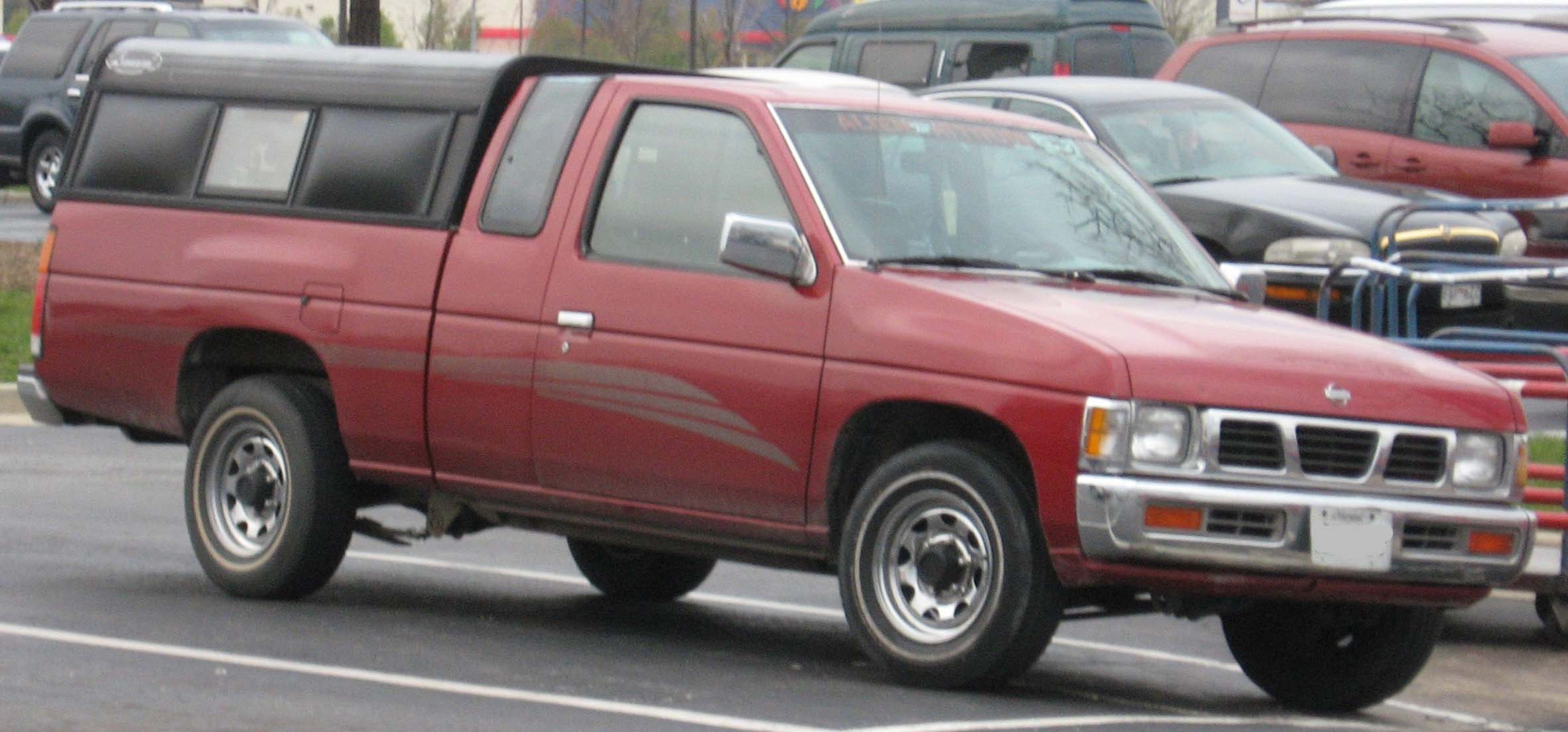
Nissan Hardbody Truck nach dem zweiten Facelift

## Produktionsende
1997 wurde der Hardbody Truck D21 durch den Frontier D22 ersetzt, der in Südafrika und anderen Ländern gefertigt wird. Die D21-Konstruktion gab es aber in einigen lateinamerikanischen Ländern aus mexikanischer Fertigung. Vier Varianten des D21 wurden als Nissan Camiones dort verkauft. Nissan Mexicana stellte die Fertigung der Camiones am 15. März 2008 ein. 15 Jahre lang waren diese Wagen im Werk Cuernavaca gebaut worden.